# Косаковка (Липовецкий район)

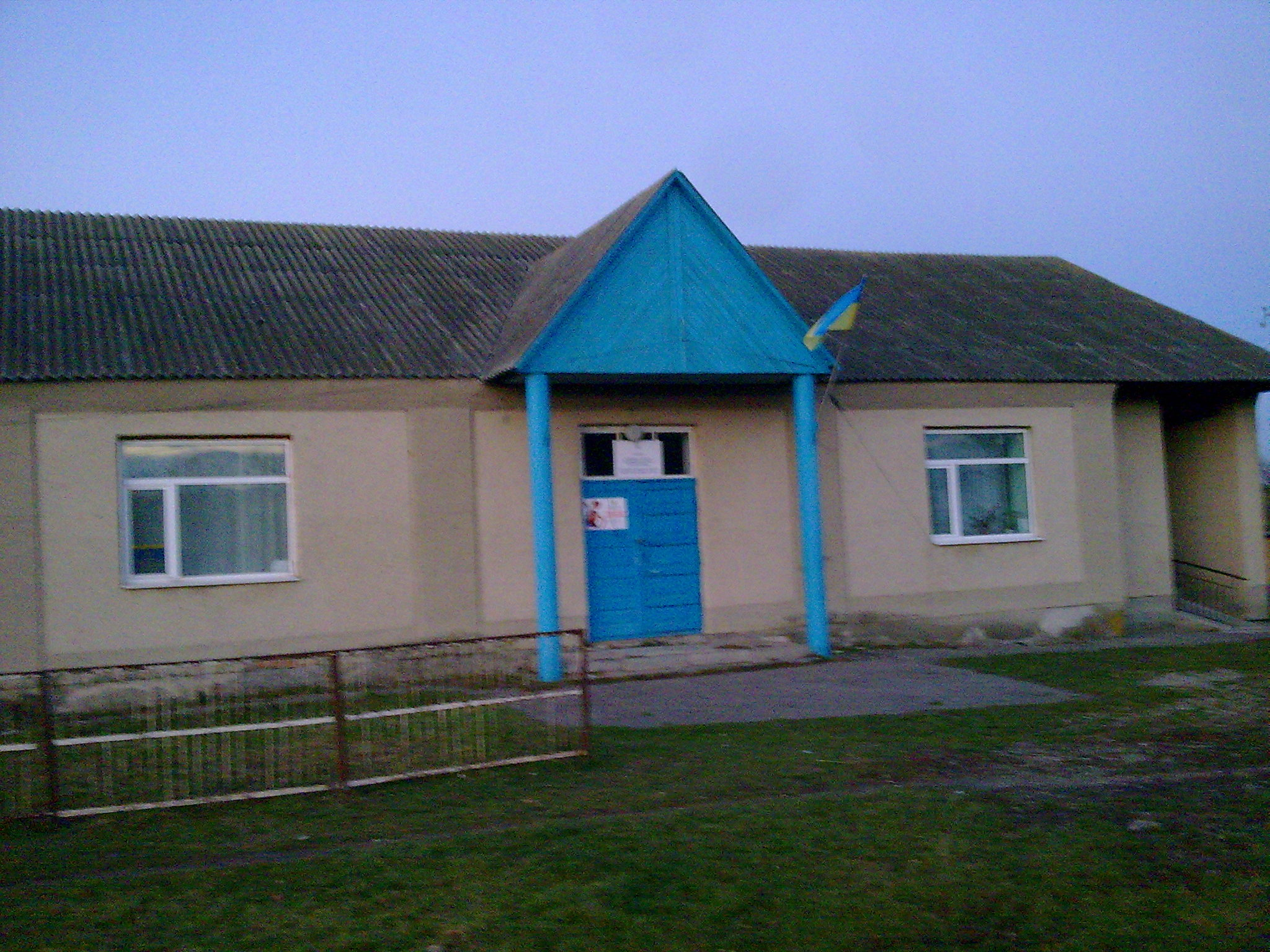
Сельский клуб

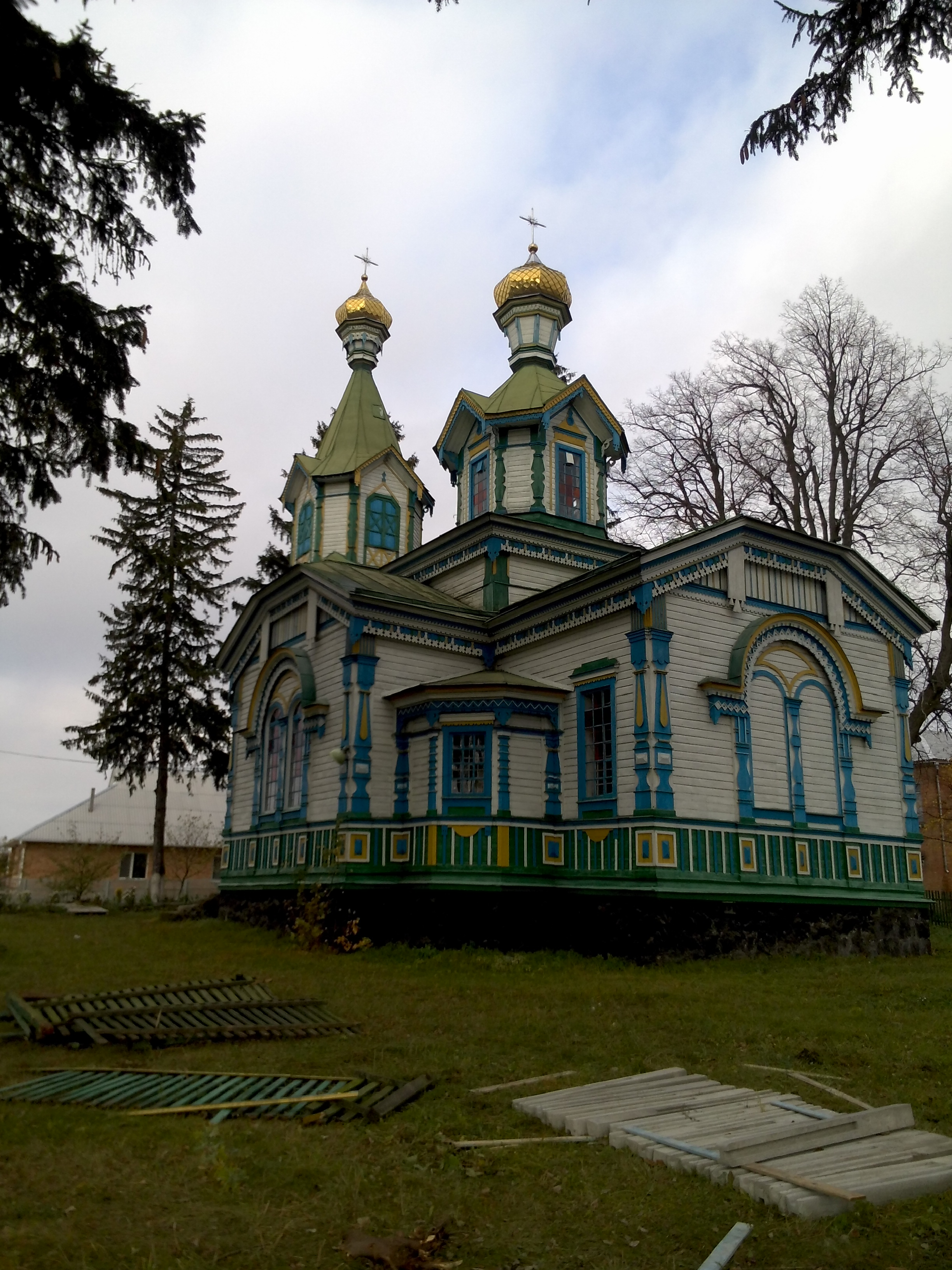
Церковь

Косаковка (укр. Косаківка) — село на Украине, находится в Липовецком районе Винницкой области.
Код КОАТУУ — 0522285202. Население по переписи 2001 года составляет 388 человек. Почтовый индекс — 22530. Телефонный код — 4358.
Занимает площадь 0,966 км².

## Адрес местного совета
22515, Винницкая область, Липовецкий р-н, с. Приборовка, ул. Некрасова, 24